# Fuerte de Cabrera
El fuerte de Cabrera es un fuerte de las Guerras Carlistas situado en la ladera de un monte conocido como El Parrizal, cerca de Beceite (Teruel). Fue construido por los ejércitos carlistas de Ramón Cabrera y es un recinto de forma triangular, con dos torreones cilíndricos con aspilleras para la fusilería.
Está catalogado como Bien de Interés Cultural.